# César Antonio Santis
César Antonio Santis Torrent (Santiago, 27 de junio de 1946) es un presentador de televisión y locutor chileno. Comenzó su carrera conduciendo el Festival de la Canción de Viña del Mar entre 1968 y 1975. Posteriormente fue conocido por presentar diversos programas de televisión como Música libre (1972-1974), Teletrece (1975-1988) y Martes 13 (1983-1987).

## Biografía
Desde los inicios de la televisión chilena, César Antonio Santis perduró por más de 30 años en diferentes programas magazinescos de televisión, así como en algunas radios de la capital chilena.
Se volvió conocido como animador desde muy joven en 1968 en el Festival de la Canción de Viña del Mar, donde fue bautizado "el niño maravilla" al desplazar a los más conocidos de la época como Raúl Matas o Carlos de la Sotta. Al mismo tiempo, mientras desarrollaba una prometedora carrera como locutor radial en Radio Minería (a cargo del programa Discomanía), se desempeñaba en la lectura de noticias en Canal 13, al ser el presentador de Martini al instante.
En 1970 inició una exitosa carrera en Televisión Nacional de Chile con el traslado de Martini al instante, además de la animación de programas de entretención como 120 kilómetros por hora y el legendario Kukulina Show, ambos dirigidos por Gonzalo Bertrán.
En abril de 1975 Santis regresó a la estación de la Universidad Católica de Chile. Fue el periodo de los programas nocturnos refinados, con el público sentado en mesas con traje de noche y corbata. Mientras en estos shows desfilaban estrellas internacionales de varieté y cantantes populares de España e Italia. Por ejemplo, Raquel y César Antonio... presentan y el clásico Martes 13.
En 1986 fue animador del Festival de la OTI internacional llevado a cabo en Chile.
Una de las apuestas más arriesgadas del animador ocurrió en 1988, cuando junto con Cecilia Bolocco decidieron competir contra Sábados Gigantes de Mario Kreutzberger, Don Francisco, con el programa Porque hoy es sábado, que no logró su objetivo de destronar al rey de la televisión chilena de entonces.
Entre 1990 y 1991, fue presidente de la Comisión Selección Nacional de Chile, con miras a la participación del combinado nacional para la Copa América del mismo año. 
Durante la década de 1990, incursionó en la radio, tanto en su propiedad, así como locutor y director ejecutivo de Radio Classica 97.1 FM dedicada íntegramente al jazz, al mismo tiempo que ingresó a Megavisión en marzo de 1992 como uno de los conductores de la edición central de Meganoticias, junto a los periodistas Mauricio Hofmann y Carolina Jiménez Mery. También este periodo coincidió con su retorno a TVN, en junio de 1994, donde trabajó algunas temporadas con resultados dispares.
Al comenzar el nuevo siglo, Santis se alejó de la pantalla para dedicarse a sus negocios privados, aunque en 2006 reapareció como conductor del programa Como Siempre, emitido por Radio Oasis. Su última aparición en la televisión fue en TV Senado, destacándose como voz institucional del canal, entre enero y marzo de 2009, momento en que el Senado de Chile modificó su directiva.
Fue locutor de la Fuerza Aérea de Chile durante la Gran Parada Militar entre 1996; 2001 y 2017, donde sirve como oficial de reserva de dicha institución armada.
El 21 de mayo de 2023 Santis fue internado en estado crítico en la Clínica Universidad de los Andes. El 13 de julio fue dado de alta después de permanecer dos meses en el mismo estado.
El 19 de septiembre de 2024 Santis regresa a la locución de la Fuerza Aérea de Chile durante la Parada Militar de ese año.

## Programas

### Televisión Nacional de Chile
- Martini al instante (1970-1971)
- Música libre (1972-1974)
- 120 kilómetros por hora (1972-1973)
- Buenas noches (1973)
- Kukulina Show (1974)
- TVNoticias (1988-1989)
- Porque hoy es sábado (1988)
- La noche del mundial (1994)
- Hablemos de... (1994-1996)
- Tal para cual (1998-1999)
- Pasajeros del tiempo (1999)
- Esos locos bajitos (2000)

### Canal 13
- Europa '67 (1967)
- Buenas tardes, domingo (1967-1968)
- De lo nuestro, lo mejor (1967-1968)
- Martini al instante (1968-1970)
- Teletrece (1975-1988)
- Especiales Musicales (1976-1977)
- Esta noche... fiesta (1977-1978)
- Lunes gala (1979)
- Aplauso (1980)
- Raquel y César Antonio presentan... (1982-1983)
- Miss Mundo Chile (1982)
- Martes 13 (1983-1987)
- Festival OTI de la canción (1986) con Televisión Nacional de Chile, Universidad de Chile Televisión y Universidad Católica de Chile Televisión

### Megavisión
- Meganoticias Central (1992)
- Festival de Acapulco (1992)